# Renny Ramakers
Renny Ramakers née le 29 mai 1946 à La Haye est une critique d'art néerlandaise.